# Valérie Rojan
Valérie Rojan est une comédienne française née le 13 septembre 1962.

## Théâtre
- 1981 : Why not stay for breakfast de Ray Cooney et Gene Stone, mise en scène Francis Joffo, théâtre de la Pépinière
- 1985 : Tailleur pour dames de Georges Feydeau, mise en scène Bernard Murat, théâtre des Bouffes-Parisiens
- 1987 : Edgard et sa bonne de Eugène Labiche, mise en scène Jean-Luc Moreau
- 1987 : Les Seins de Lola de Maria Pacôme, mise en scène Jean-Luc Moreau, théâtre Saint-Georges
- 1994 : Bobosse d'André Roussin, mise en scène Stéphane Hillel, théâtre de la Michodière
- 1998 : Un beau salaud  de Pierre Chesnot, mise en scène Jean-Luc Moreau
- 2001 : Le Pain de ménage de Jules Renard, mise en scène Nicolas Briançon

## Filmographie

### Cinéma
- 1980 : Le bahut va craquer de Michel Nerval
- 1982 : Les Maîtres du soleil de Jean-Jacques Aublanc
- 1985 : Le téléphone sonne toujours deux fois de Jean-Pierre Vergne
- 1985 : Diesel de Robert Kramer
- 1986 : La Gitane de Philippe de Broca : Florence
- 1987 : Il est génial papy ! de Michel Drach : Violette
- 1986 : Le Débutant de Daniel Janneau : Odile
- 1990 : Les Mille et Une Nuits de Philippe de Broca : Aïcha
- 2003 : La Fleur du mal de Claude Chabrol

### Télévision
- 1980 : L'Île aux enfants : Gnassou
- 1982 : Au théâtre ce soir : Allô Hélène de Ray Cooney et Gene Stone, adaptation Alain Scoff et Pierre Charras, mise en scène Francis Joffo, réalisation Pierre Sabbagh, Théâtre Marigny
- 1982 : Les Cinq Dernières Minutes, épisode La Tentation d'Antoine  de Jean Chapot
- 1984 : Mariage Blues de Patrick Jamain
- 1984 : Messieurs les jurés de Jean-Marie Coldefi
- 1985 : Les Bargeots : Sandrine
- 1986 : La Gageure des trois commères dans la Série rose de Michel Boisrond
- 1988 : Les Nouveaux Chevaliers du ciel de Patrick Jamain
- 1989 : Renseignements généraux de Claude Barma
- 1989 : Le Destin du docteur Calvet
- 1989 : Quelqu'un pour chacun
- 1989 : Tout ou presque de Claude Vital
- 1989 : Le Galopin de Serge Korber
- 1990 : Quiproquos ! de Claude Vital
- 1991 : Bébé express de François Dupont-Midy
- 1991 : Cas de divorce : maître Chabert
- 1991 : Coup double
- 1992 : Navarro de Patrick Jamain
- 1995 : Quatre pour un loyer
- 1998 : Le Vrai Journal
- 2000 : La vie à plein temps de Serge Moati